# Федерація профспілок Кіровоградської області
Федерація профспілок Кіровоградщини - це об’єднання профспілкових організацій Кіровоградської області, яке будується за галузево-територіальним принципом і включає в себе організаційні ланки всеукраїнських профспілок, які діють на території області, міські та районні координаційні ради профспілок.

## Історія створення
Кіровоградська обласна рада профспілок створена відповідно до постанови ВЦРПС 1-ю міжспілковою конференцією професійних спілок 27 жовтня 1948 року. З 1950 року в функції облпрофради входить підготовка кадрів масових професій, тому при облпрофраді було організовано профкабінет з бібліотекою. З 1951 року облпрофрада займається питаннями поліпшення кінообслуговування трудящих, і в першу чергу, членів спілок та їх родин. В 1957 році створено відділ праці і зарплати, культвідділ, організовано технічну інспекцію, введені до штату довірені лікарі і інструктори-ревізори. З 1967 році в професійних спілках було 328 тисяч або 97,2% від загальної кількості працюючих. Станом на 4 лютого 1970 р. облпрофрада об'єднувала 14 обкомів профспілок, терком профспілки працівників вугільної промисловості, 113 районних, 1484 фабрично-заводських і місцевих комітетів профспілок. Загальна чисельність робітників, службовців (разом з спеціалістами колгоспів), студентів та учнів технікумів і училищ становила 371,6 тисячі чоловік, а членів профспілок – 362,6 тисячі, охоплення профспілковим членством становило 97,8%. На 1 січня 1990 року професійні спілки області налічували 15 обкомів, рад профспілок, 138 міських та районних комітетів профспілок, 611,2 тисячі членів профспілок. Станом на 1 січня 2011 року до складу ФПО входить 17 обласних організацій профспілок, які об'єднують 2226 первинних профспілкових організацій загальною чисельністю 131,8 тисячі членів профспілок та 13 первинних організацій профспілок, які обслуговуються виконавчим апаратом ФПО, 35 об'єднаних, 103 районних, 11 міських галузевих комітетів, 21 районна координаційна рада профспілок.

## Напрями роботи
Одним із найважливіших напрямків роботи Федерації профспілок області є захист соціально-економічних прав та інтересів членів профспілок. Президія ФПО постійно розглядає ці питання на своїх засіданнях, вносить конкретні конструктивні пропозиції до органів влади всіх рівнів щодо покращення стану справ в економіці області. Для привернення уваги вищих органів влади до найболючіших точок області практикується проведення виїзних засідань Президії.

## Структура
2 грудня 2009 року відбулася V звітно-виборна конференція Федерації профспілок Кіровоградської області. Головою Федерації профспілок області  обрано Петрова Сергія Юрійовича, 1958 року народження, який до цього обіймав посаду заступника голови Кіровоградської обласної організації профспілки працівників освіти і науки. Заступником голови ФПО обрано – Чайку Миколу Івановича.

## Інтернет-джерела
- Всеукраїнський форум профспілок[недоступне посилання з липня 2019]
- Суспільство і соціальна політика
- Федерація профспілок Кіровоградської області
- Офіційний сайт Федерації профспілок України